# Országalma

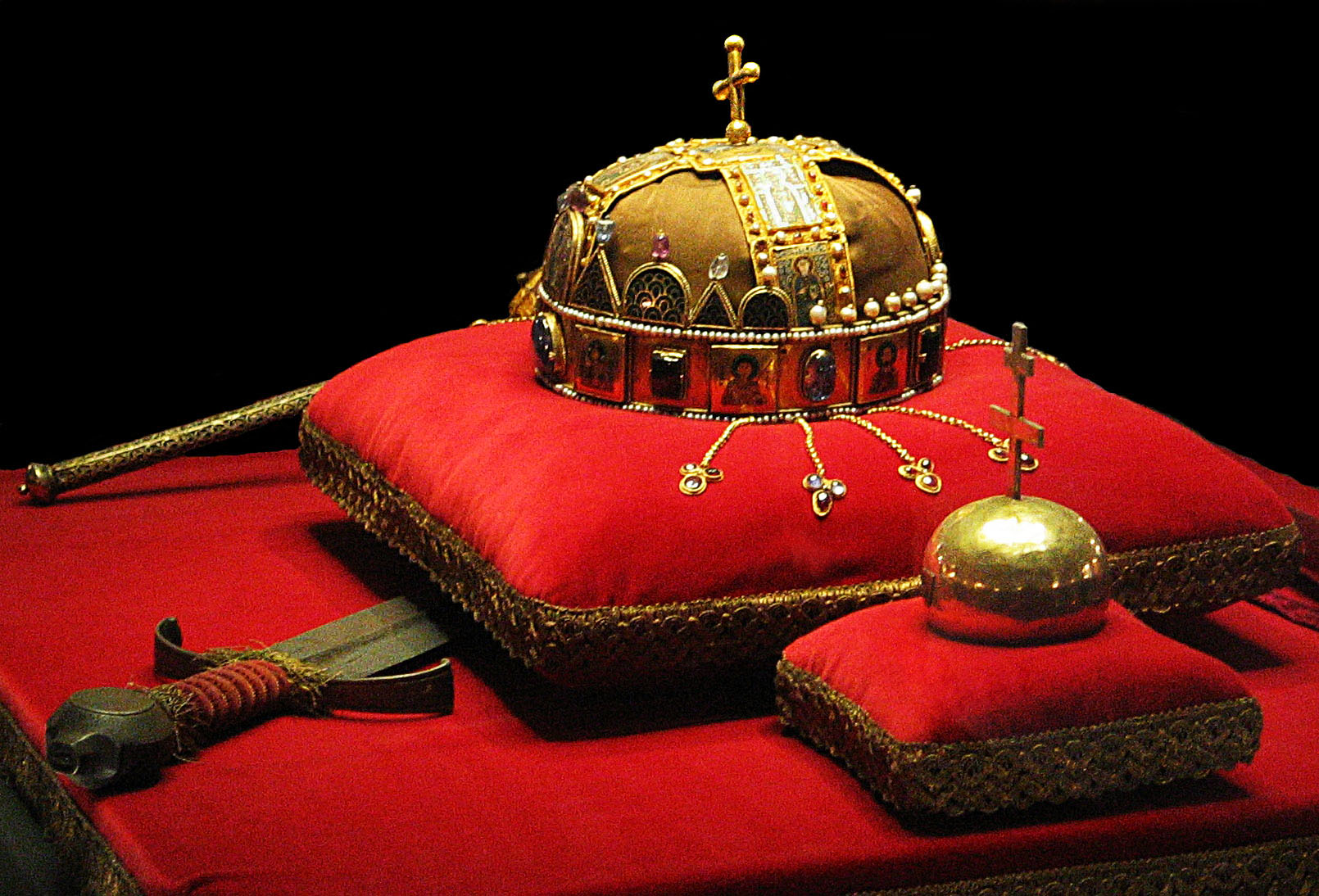
A magyar Szent Korona, az országalma és a többi koronázási jelvény

Az országalma (latinul: pomum, globus) az uralkodói hatalmi jelképek egyike. A magyar koronázási jelvények között is találunk országalmát.
Az éggömb már az ókortól szerepel a hatalmi szimbólumok között. A bizánci császárok és a Karoling uralkodók is sokszor a kezükben tartanak egy gömb alakú tárgyat a róluk készült ábrázolásokon. Egy feltételezés szerint az országalma, mint tárgy ekkor még nem létezett, csak az ábrázolásokon alkalmazták hatalmi szimbólumként.
Az első ismert, tárgyi valóságában létező országalmát II. Henriknek ajándékozta VIII. Benedek pápa 1014-ben, császárrá koronázása alkalmával.  Bár II. Henrik az ajándékot nem tartotta meg (a clunyi bencés monostornak ajándékozta), az őt követő uralkodók hatalmi jelvényei között már megtalálható az országalma.

## A magyar országalma

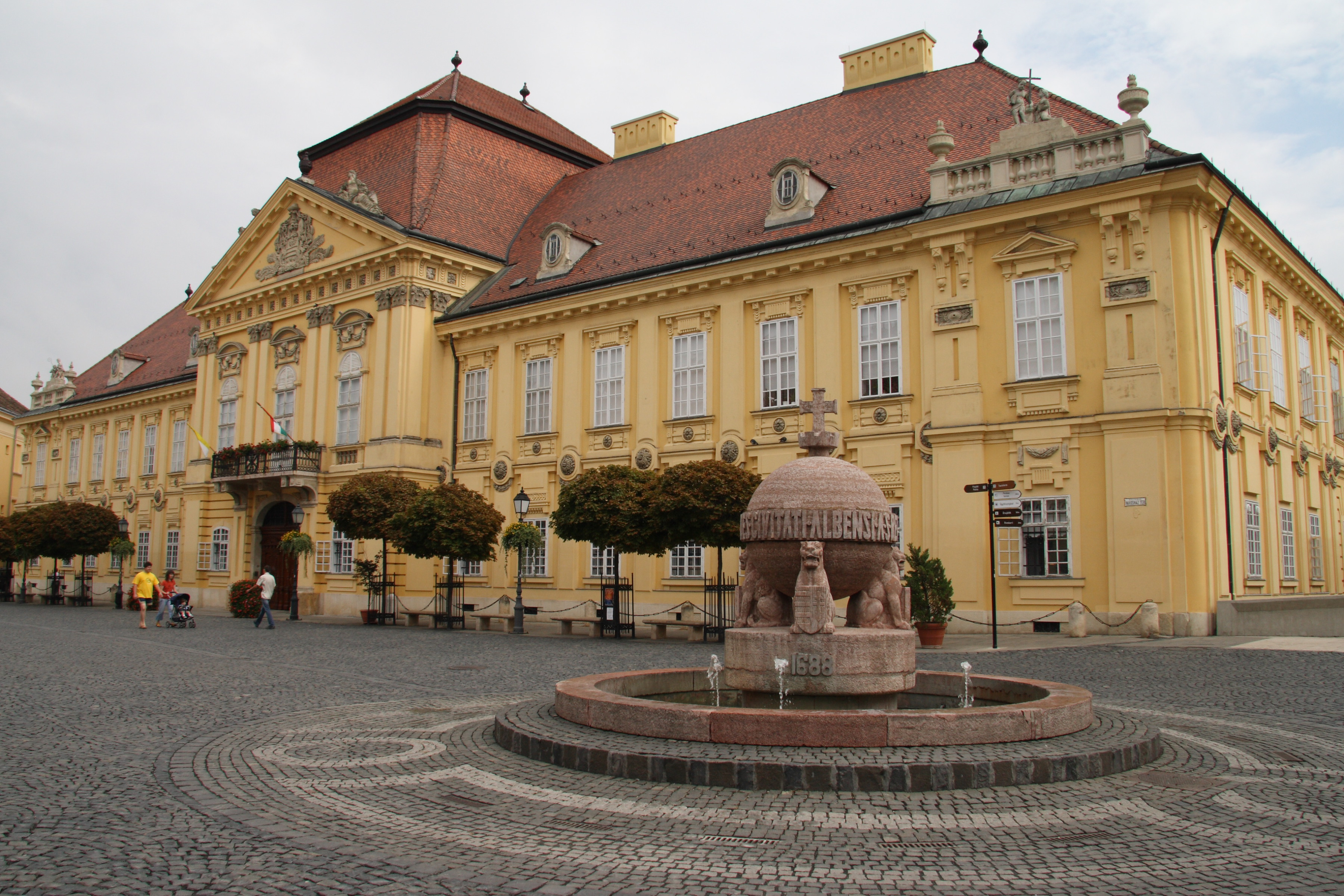
Az Országalma Székesfehérvárott a püspöki palota előtt

Az országalma ábrázolása Magyarországon először a koronázási paláston tűnt fel. Az 1031-ben készült paláston gömbölyű tárgyat tart a kezében Szent István és a vértanúk is. Péter, Salamon és Könyves Kálmán királyi pecsétjén szerepel az országalma, de nem ismert, hogy az ábrázolt tárgy fizikai valóságában létezett-e. Ha létezett, akkor valószínűleg nem a mai kettős kereszt díszítette, mert a kettős kereszt ábrázolása először csak III. Béla korában jelent meg. Kettős keresztes országalma-ábrázolás először Imre aranypecsétjén látható. 
Az az országalma, amely ma a magyar koronázási jelvények között szerepel, aranyozott ezüstből készült. A nem tömör gömbrész valójában nem pontosan gömb alakú, legnagyobb átmérője függőlegesen 7,9 cm, vízszintesen 8,9 cm és két félgömbből illesztették össze. Az országalma teljes magassága a kettőskereszttel együtt 16 cm. A gömbrész oldalán négyszer vágott pajzs látható, amelyet az Árpádok és az Anjouk címere díszít, ezért szokás feltételezni, hogy az Károly Róbert uralkodása alatt készült. Nem lehet kizárni azonban, hogy maga az országalma korábbi, a 14. században csak a címert illesztették hozzá.

## A székesfehérvári országalma
A koronázási országalma leghíresebb stilizált ábrázolása Ohmann Béla 1943-as alkotása, a Fehérvári jog. Székesfehérvár főterén, a Városház téren áll. A középkori városi jogalapnak, a fehérvári jognak állít emléket, egyben az egykori királyi főváros történelmi jelentőségét is hivatott szimbolizálni.

## Galéria

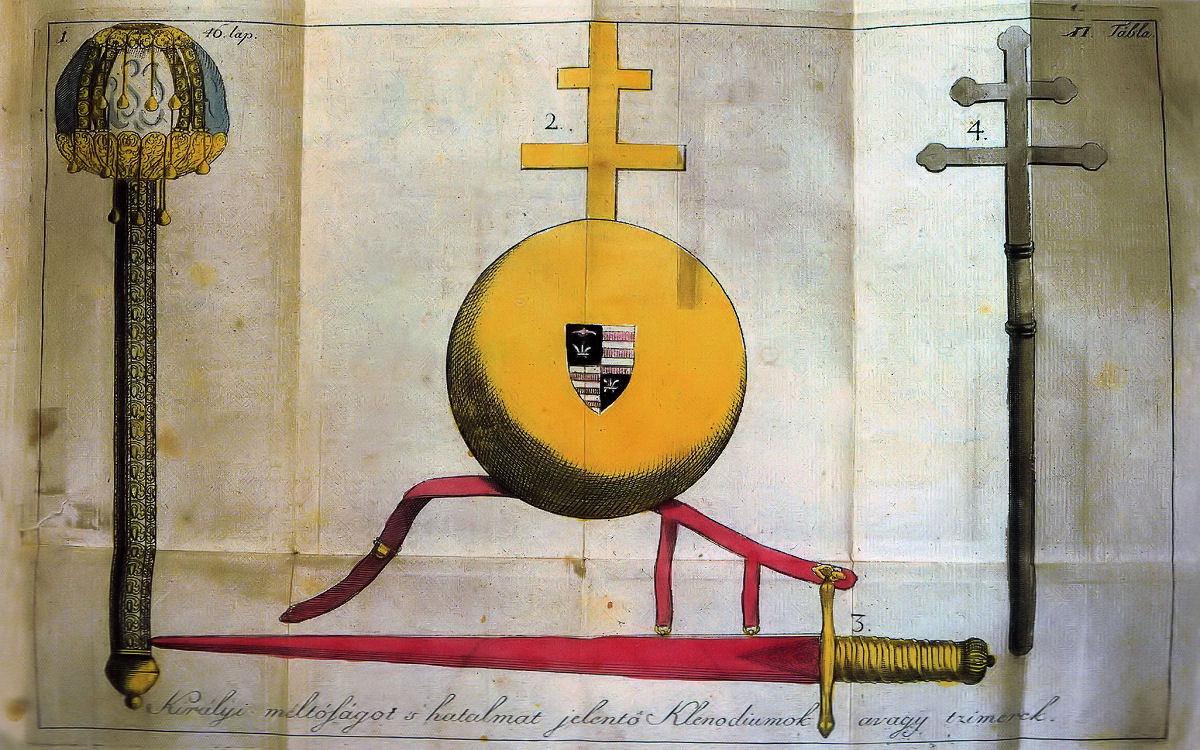
A magyar országalma ábrázolása Decsy Sámuel Szent Koronáról szóló könyvében (1792)
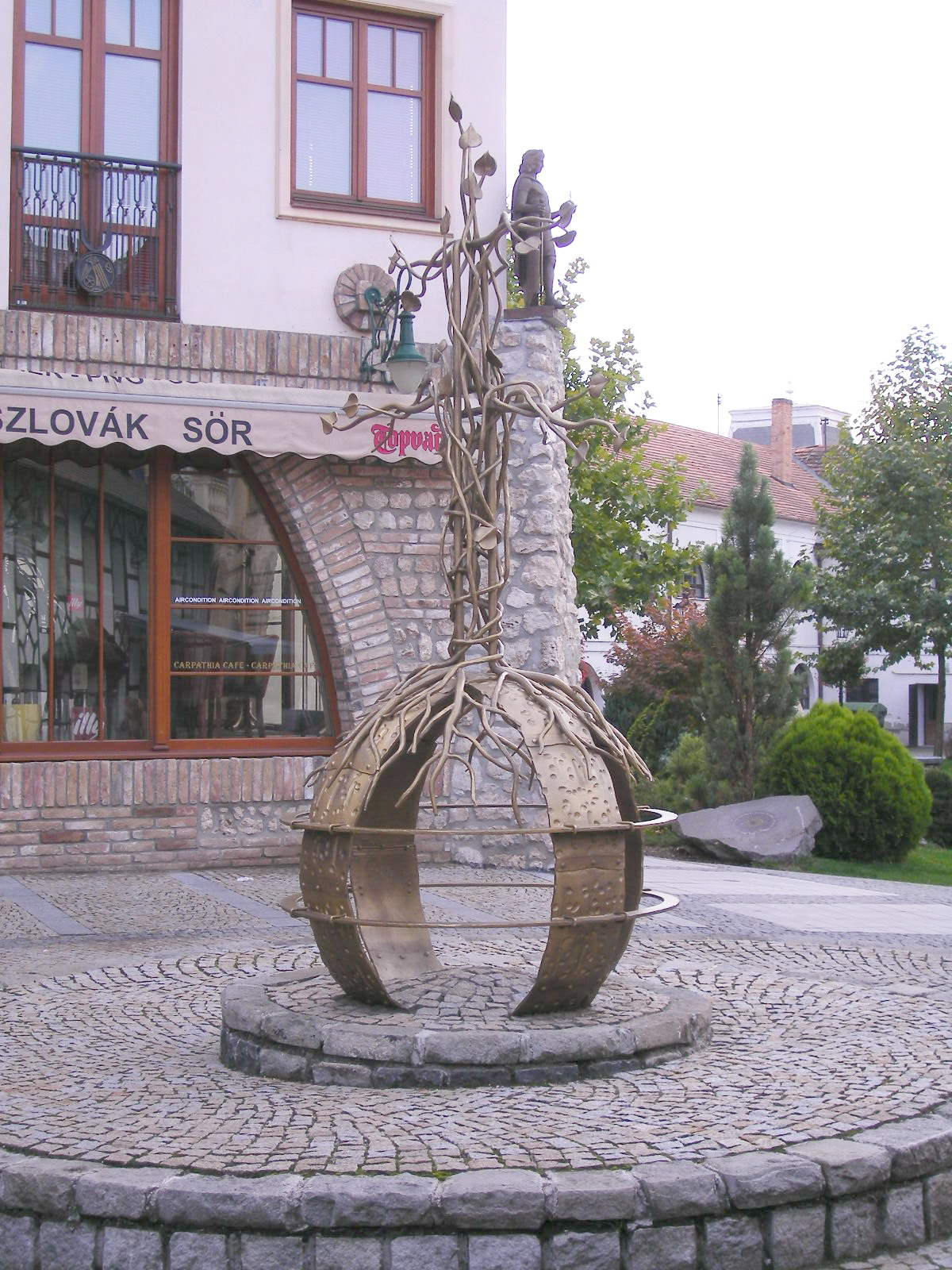
Komárom - Országalma-emlékmű az Európa-udvarban
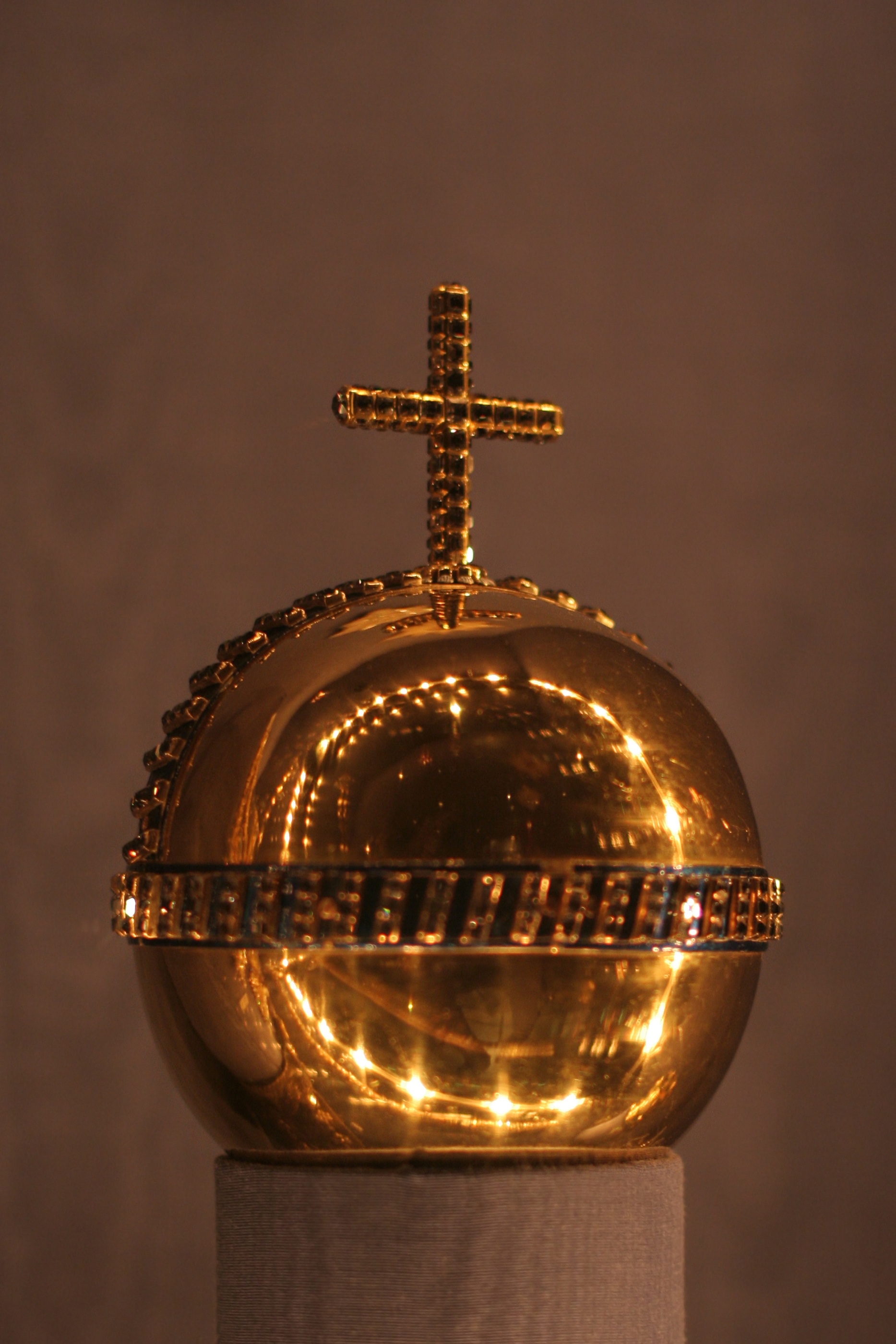
A dán országalma
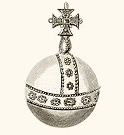
A brit országalma
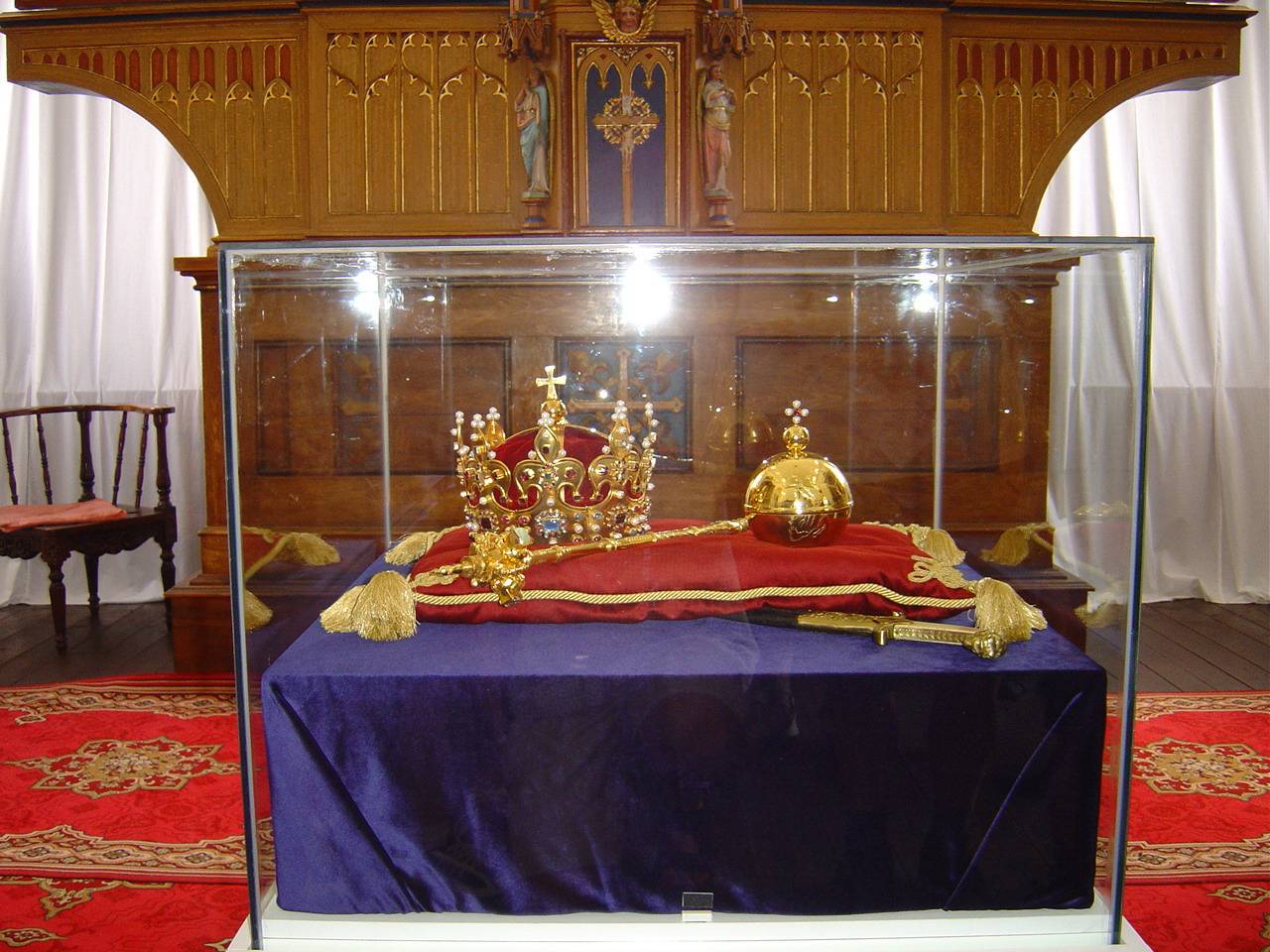
A lengyel koronázási ékszerek
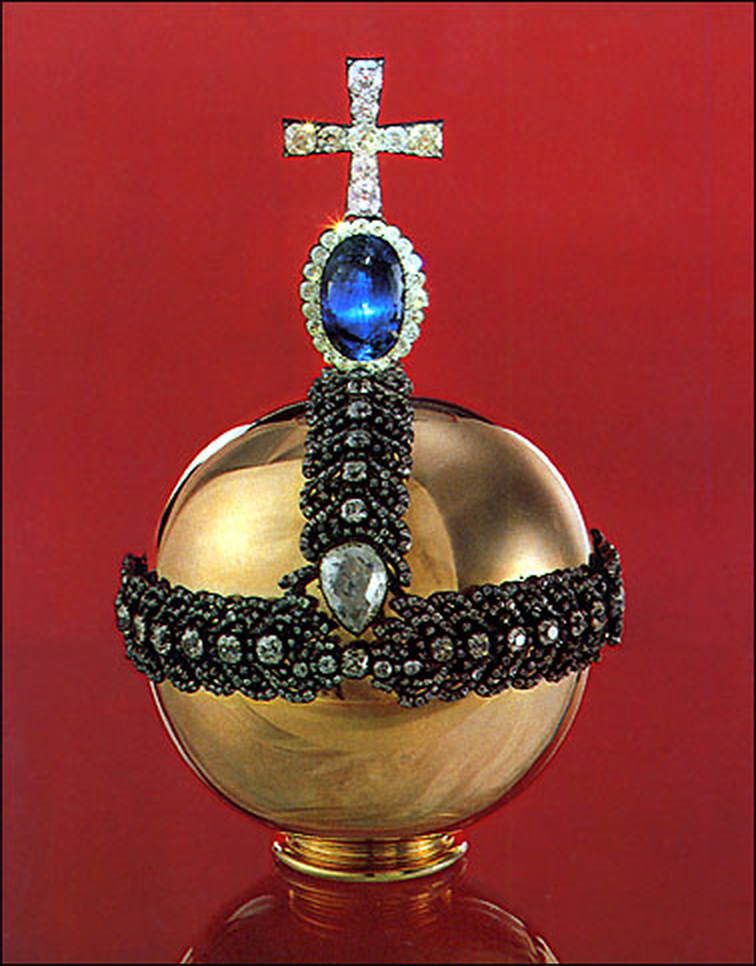
Az orosz országalma